# 아이조노촌
아이조노촌(藍園村)은 도쿠시마현 이타노군에 설치된 촌이다. 1955년 4월 29일, 합병에 의해 이타노군 아이즈미정이 되어 소멸하였다.

## 역사
- 1889년 10월 1일 - 정촌제 시행에 수반해 아이조노촌이 성립하였다.
- 1955년 3월 31일 - 스미요시촌과 합병해 도나리정이 성립, 동일 아이조노촌은 폐지되었다.